# Procédure 8000
 (août 2025).
Si vous disposez d'ouvrages ou d'articles de référence ou si vous connaissez des sites web de qualité traitant du thème abordé ici, merci de compléter l'article en donnant les références utiles à sa vérifiabilité et en les liant à la section « Notes et références ».
Le processus 8000 fut la procédure judiciaire engagée contre l’alors président de Colombie, Ernesto Samper, sous l’accusation d’avoir reçu un financement du narcotrafic pour sa campagne présidentielle. Son origine remonte à la découverte d’un dossier portant ce numéro au sein du parquet de Cali, correspondant à une perquisition effectuée dans les bureaux d’un comptable de nationalité chilienne, Guillermo Pallomari, lié au Cartel de Cali. Le matériel était inactif malgré le fait qu’il contenait des données indiquant la possibilité que plusieurs campagnes politiques au Congrès aient reçu des contributions économiques d’origine illicite.
Bien que ce numéro se limite exclusivement à ce dossier, les médias en ont fait un slogan et un symbole de tout le phénomène qui suivit, lors de l’enquête sur la campagne du président Samper. Des parlementaires, candidats et ministres furent investigués et condamnés à la prison.

## Antécédents
Il faut d’abord préciser que l’infiltration d’argent illégal dans la campagne présidentielle d’Ernesto Samper Pizano est différente de ce qu’on a nommé le “processus 8000” qui a eu lieu la même année que la prise de fonction de Samper à la présidence. Ce furent les médias, dans leur volonté de faire pression pour la démission du nouveau président et obtenir une condamnation médiatique et judiciaire, qui attribuèrent le même numéro de dossier à l’enquête menée par la Commission d’Accusations contre Samper : ce qui, au final, ne fit que stigmatiser son gouvernement et effacer de l’opinion publique les politiques sociales et économiques qu’il mit en place pendant son mandat.
Il est important de prendre en compte le contexte dans lequel Ernesto Samper accéda à la présidence : il était le premier candidat progressiste à remporter la compétition dans les années 90. Les narcotrafiquants avaient infiltré plusieurs sphères de la vie publique, y compris la politique, dans le but de négocier leurs intérêts. Dès le début de son mandat, il avait des différends avec les États-Unis car dans les années 80 il avait défendu la légalisation de la marijuana et, en tant que président, il préférait le Plan Colombie avec substitution sociale des cultures plutôt qu’un plan basé sur l’éradication forcée, promue par la guerre contre la drogue qui avait échoué.
La nouvelle de l’entrée d’argent illégal, après la victoire de Samper, fut une surprise pour lui. Déjà en exercice comme Président de la République, il apprit par les médias et les fameux “narcocasetes” que les narcotrafiquants Miguel Rodriguez Orejuela et Gilberto Rodriguez Orejuela affirmaient que le Cartel de Cali avait financé les campagnes d’Ernesto Samper Pizano et d’Andrés Pastrana Arango. Samper écouta immédiatement les bandes et exigea du procureur Gustavo de Greiff qu’il ouvre une enquête.
La remise de ce matériel aux journalistes colombiens fut faite par Andrés Pastrana, opposant politique battu par Samper lors des élections présidentielles de 1994. Les enregistrements avaient été pris et montés par une équipe dirigée par la DEA et validés par le ministre de la Défense de l’époque, Rafael Pardo. Initialement, l’objectif des bandes était de recueillir des informations sur les deux candidats à la présidence, mais avec la consigne de se concentrer sur le possible gagnant, Ernesto Samper, qu’ils voulaient dès le départ associer au Cartel de Cali.
L’origine des enregistrements reste douteuse, car quand Ernesto Samper reçut les bandes, celles-ci avaient déjà été éditées. Pour cette raison, et pour plus de certitude, l’ex-président demanda à son contradicteur Andrés Pastrana, qui était protagoniste des faits, d’exiger au Parquet général de la Nation une enquête. Pastrana refusa que l’organe de contrôle valide les enregistrements, ce qui sabota l’enquête. À cette époque, Gustavo de Greiff, qui était Procureur général, ne put enquêter que sur ce qui concernait les bandes et le financement de la campagne de Samper, et il considéra que les “narcocasetes” étaient des preuves illégales car elles manquaient de chaîne de garde et il existait des preuves de manipulation.

## Financement de la campagne
Concernant le financement de sa campagne, Ernesto Samper apprit différents faits grâce à l’enquête approfondie menée par son frère, Juan Francisco (Q.E.P.D), qui commença à reconstruire les justificatifs comptables sous la responsabilité des gestionnaires de campagne, Fernando Botero, directeur, et Santiago Medina, trésorier. En conséquence, Juan Francisco Samper découvrit l’entrée d’argent suspect et des contributions non enregistrées dans la comptabilité officielle.
Les enquêtes démontrèrent que les gestionnaires de campagne : Fernando Botero et Santiago Medina profitèrent de l’entrée de la donation légale que Julio Mario Santo Domingo fit au second tour de la campagne présidentielle d’Ernesto Samper Pizano. L’accord entre le candidat et l’homme d’affaires Santo Domingo était que, pour gérer légalement sa contribution, qui dépassait six millions de dollars, certains fonds seraient déposés aux États-Unis, sur le compte de Fernando Botero Angulo, le célèbre peintre colombien et père de Fernando, directeur de la campagne de Samper Président.
L’ordre donné pour que l’argent de la contribution entre légalement était que les devises soient monétisées en pesos afin de pouvoir les utiliser pour la campagne. Pour cette raison, il n’était pas étrange pour l’ex-président Samper que de l’argent arrive via Panama, car c’était convenu avec le donateur, l’homme d’affaires Santo Domingo.
Ce qui se passait réellement était que les ressources qui entraient étaient illégales et constituaient les fonds que les gestionnaires de campagne, Fernando Botero Zea et Santiago Medina, avaient convenus avec le Cartel de Cali.
La stratégie était : par une fenêtre entraient en Colombie les ressources illégales du Cartel de Cali, tandis que les apports licites en dollars donnés par l’homme d’affaires Santo Domingo restaient sur les comptes personnels du peintre, Fernando Botero Angulo, gérés par son fils, directeur de la campagne de Samper.
Finalement, il fut prouvé que plus de fonds sont sortis qu’entrés, c’est-à-dire qu’il n’y eut pas de déséquilibre dans le financement de la campagne dû à l’argent envoyé par le Cartel de Cali, car ses gestionnaires volèrent plus qu’ils n’avaient reçu.
Dans l’enquête, les bandes montrèrent aussi qu’il n’y eut jamais d’accord formel entre la campagne et le Cartel de Cali en échange des apports, uniquement les gestionnaires étaient au courant et les faits que le président Samper découvrit avec tous les Colombiens au fil de l’enquête.
En 1996, le Procureur Alfonso Valdivieso dénonça Samper devant la Commission d’Accusations lorsqu’il reçut un changement de version de Fernando Botero Zea. Cette dénonciation devint accusation, mais le Procureur n’était pas l’organe compétent pour juger le président : c’est ainsi que Valdivieso ne respecta pas le droit à la présomption d’innocence de Samper. Un autre procès où ils violèrent la procédure régulière dans l’enquête de la Chambre des représentants fut que le jour de son procès, on interdit l’entrée à la Commission d’Accusations à l’avocat de l’ex-président Samper et le procureur poursuivait comme partie accusatrice.
Après les enquêtes menées par la Commission d’Accusations de la Chambre des représentants, qui, selon la Constitution est le juge compétent pour juger le Président de la République, le 12 juin 1996 la Chambre des représentants acquitta Ernesto Samper Pizano avec 111 voix pour et 43 contre. Dans le registre, on voit que chacun des congressistes a voté en conscience, et il n’y a pas eu de décisions de partis ou de mouvements. Avant de prendre cette résolution, les représentants avaient été menacés d’être accusés de prévarication, cependant, ils ont voté et le contenu de la décision a été avalisé par les Hautes Cours.
Bien que la Commission des Accusations ait acquitté le président Ernesto Samper dans cette affaire, les médias n’ont pas informé la population, à grande échelle ni avec autant d’écho, comme ils l’ont fait pour le procès. Permettant ainsi que prévaille le biais, qu’ils ont créé depuis le début de la campagne médiatique contre le président...
Après l’acquittement, on espérait une meilleure relation avec les États-Unis, cependant, il existe un câble entre l’Ambassade des États-Unis et la DEA dans lequel ils proposent de maintenir la pression contre Samper parce qu’entre 1996 et 1997 il n’a pas non plus approuvé la continuation de la guerre ratée contre la drogue.
La riposte la plus forte de la part des États-Unis fut en juin 1996 lorsqu’ils annoncèrent à l’ex-président Samper la perte de son visa. Ici, le porte-parole du Département annonça qu’il s’agissait d’une sanction personnelle en raison de « l’entrée d’argent de la drogue dans sa campagne », cette affirmation ignorait l’acquittement que le Congrès de la République de Colombie avait annoncé : ce n’était rien de plus qu’un acte politique pour continuer la déstabilisation du gouvernement Samper,.
Avec les découvertes et les enquêtes judiciaires, lors de sa reddition de comptes devant le Congrès le 20 juillet 1998, l’ex-président Samper reconnut que le Cartel de Cali avait réussi à infiltrer sa campagne grâce à la complicité, judiciairement démontrée des années plus tard, de ses administrateurs Fernando Botero et Santiago Medina.
La justice s’est chargée de faire son travail et en 2001 a accusé Botero pour le délit de vol aggravé et abus de confiance. Le jugement 22412 du 24 janvier 2007 confirme la condamnation de Fernando Botero Zea pour vol aggravé avec dol et abus de confiance. Dans les deux cas il est démontré de quelle manière les fonds ont été criminellement détournés à leur propre bénéfice.  
En 2021, Andrés Pastrana assista aussi à la Commission de la Vérité pour apporter ses contributions, cependant il ne dit rien de nouveau. Il apporta une lettre des Rodríguez Orejuela, qu’il avait déjà présentée il y a 10 ans, mais cette fois-ci il eut une réponse immédiate des frères, où ils affirmèrent que Pastrana : « prétend poser en victime de la corruption sans s’inclure lui-même dans ladite corruption » et disent que la lettre où ils incriminent Samper fut le produit d’un chantage, en échange de ne pas être extradés.

## Médias
Depuis le début de ce scandale, les journalistes furent les premiers à prêter leurs noms pour exposer des preuves que même la justice ne considérait pas valides. C’est pourquoi, sans droit à une quelconque défense, les chroniqueurs et journalistes commencèrent leur campagne pour délégitimer le gouvernement de Samper, exiger sa démission et surfer sur leurs opinions personnelles, sans aucune éthique professionnelle. Le principal média qui démontra être contre fut la Revista Semana où, selon Elvia Acevedo, ce média consacra cette année-là 4 couvertures sur 5 au sujet du processus 8000 et El Tiempo, pour sa part, publia 721 nouvelles sur le thème du procès contre l’ex-président Samper.
En 1995, Alfonso Valdivieso qui ré-ouvrit l’affaire du financement de la campagne et lui attribua le fameux numéro 8000, qui n’avait rien à voir avec ce cas, mais qui était le procès impliquant certains leaders régionaux recevant de l’argent du Cartel de Cali. Le procureur Valdivieso décida cependant de l’appeler 8000, supposément à cause de documents contenant des preuves contre Samper qu’il trouva lors d’une perquisition chez les Rodríguez Orejuela : à partir de ce moment devant l’opinion publique, les deux affaires furent considérées comme une seule.
Cependant, en 2017, le Général et ex vice-président Óscar Naranjo publia dans son livre que ces documents « où il y avait des preuves supposées et pour lesquels ils l’appelèrent processus 8000 ne contenaient rien qui impliquait Ernesto Samper », cela montre que c’était un élément de plus de la conspiration judiciaire et médiatique contre l’ex-chef d’État.

## La Procédure 8000
C’est le numéro du procès qui porta les enquêtes sur les liens régionaux des politiciens de Valle del Cauca avec le Cartel de Cali. Les investigations mirent en évidence une série de paiements que Guillermo Pallomari, le comptable du Cartel, fit à des parlementaires et leaders régionaux du Parti libéral. Lorsque Ernesto Samper apprit les liens, il donna instruction de les transférer au parquet.
C’est pourquoi, s’il y avait eu un quelconque engagement de la part d’Ernesto Samper, en tant que président il n’aurait pas montré la promptitude avec laquelle il exigea l’enquête du Parquet Général et encore moins il aurait persécuté et démantelé le Cartel de Cali durant son gouvernement.
À l’époque, les enquêtes furent ouvertes et seuls apparurent impliqués des parlementaires libéraux qui étaient liés à la campagne d’Ernesto Samper. Mais il n’y eut pas de preuves d’enquêtes significatives compromettant les campagnes de parlementaires conservateurs. Cependant, des années plus tard on trouva qu’ils étaient aussi impliqués et comme affirmèrent les Rodriguez Orejuela : « nous avons aidé dans les 50 dernières années du siècle passé tant les Libéraux que les Conservateurs. »
Dans le procès 8000 s’est inaugurée la justice négociée, qui alors n’avait pas de visage et basait son efficacité sur la collecte de dénonciations, la fuite d’extraits d’enquêtes, la validation d’accusations anonymes et la mise en avant de nouvelles hors contexte pour produire un impact médiatique, politique et juridique, sans respecter le dû procès de l’accusé qui commence par la présomption d’innocence.
Les médias colombiens en ont fait « le plus grand scandale de l’histoire politique de Colombie » même contre l’éthique professionnelle parce qu’il n’existe pas de preuves solides et le Congrès, qui doit juger, déclara Ernesto Samper innocent.

## Un cas de Lawfare
Le cas de l’ex-président Samper est pionnier en Amérique Latine de ce que l’on connaît aujourd’hui en droit anglo-américain comme lawfare, qui consiste en l’utilisation d’espaces et d’acteurs judiciaires pour mener des guerres juridiques afin de stigmatiser, discréditer et condamner des personnes importantes, généralement des leaders progressistes. C’est la judiciarisation de la politique, l’emploi de la loi à des fins politiques.